# Pawchauquet
Pawchauquet, pleme ili selo konfederacije Narragansett Indijanaca, sredinom 17. stoljeća (1655.) nalazilo se na zapadu Rhode Islanda, okrug Washington. 
Spominje ga Williams (1655) u Masss. Hist. Soc. Coll. (1849).